# رحلات الفايكنج
الفايكنج (سابقًا رحلات الفايكنج) هو خط للرحلات البحرية وعبر الأنهار. مقرها الرئيسي في بازل، سويسرا، ومقرها التسويقي في لوس أنجلوس، كاليفورنيا. وتضم الشركة ثلاثة أقسام هي فايكنج للرحلات البحرية، فايكنج للرحلات النهرية وفايكنج للرحلات الاستكشافية. في عام 2020 أدارت أسطولًا مكونًا من 76 سفينة نهرية و6 سفن بحرية، وقدمت رحلات بحرية على طول الأنهار والمحيطات في ِأمريكا الشمالية والجنوبية ومنطقة البحر الكاريبي وأوروبا وروسيا ومصر والصين وجنوب شرق آسيا.

## التاريخ
تأسست الشركة من قبل تورستن هانغ في سانت بطرسبرغ في روسيا تحت مسمى الرحلات البحرية للفايكنج عام 1997. قام هاغن وكنزي وشركاؤهم بتطوير الرحلة البحرية حيث ساعد باستشارته خط هولندا الأمريكية على النهوض من أزمة النفط في عام 1973، ثم شغل منصب المدير التنفيذي لخط الفايكنج الملكي من عام 1980 إلى عام 1984، وجنى المال في خط الأسهم الروسية، ثم اشترى حصة مسيطرة في شركة شحن هولندية فشلت في منتصف التسعينيات، جعلتهُ مشرفًا على الإفلاس تقريبًا. في عام 1997 ساعدت بعض القلة الروسية هاغن في شراء شركة الشحن، وفي المقابل باعوه أربع سفن سياحية نهرية بأسعار رخيصة، والتي أصبحت الأسطول المؤسس.
في عام 2000 اشترت شركة رحلات الفايكنج سفنًا نهرية من أوروبا، ما رفع مجموع أسطول الفايكنج إلى 26، وجعلهُ أكبر أسطول بحري نهري في العالم. قامت الشركة بتطوير السفن لملائمة الوضع الديمغرافي لكبار السن من أمريكا الشمالية. كما أدى النقص إلى الكشافات مثل النوادي الرياضية والسواحل وتوحيد أسطول السفن، إلى زيادة عدد الأشخاص إلى أقصى حد ممكن، وبالتالي تحقيق أرباح للشركة. وفي ذلك العام أيضًا، شاركت الشركة مع وكلاء المبيعات في المملكة المتحدة والولايات المتحدة، وافتتحت مكتب مبيعات خاص بها في كاليفورنيا. تعاقدت أول شركة تسويق لها في العام التالي، مع التركيز على أمريكا الشمالية. في عام 2004 توسعت الشركة لتصل إلى الصين وربطت الرحلات البحرية مع نهر يانغتسي. بحلول عام 2007 كانت الشركة تدير 23 سفينة في أوروبا وروسيا والصين. وفي عام 2009 بدأت شركة الفايكنج في استخدام السفن ذات المحركات الحديثة التي تعمل بالديزل والكهرباء وعند استخدام الشركة لهذه المحركات قالت إنها توفر وقودًا بنسبة 20 بالمئة من المحركات التقليدية.
في عام 2011، خططت الشركة لمرحلة جديدة من النمو وبدأت برعاية مسرح BPS، ووضعت خططًا لإضافة 40 سفينة جديدة من تصميم السفن الطويلة إلى أسطولها على مدى خمس سنوات.
أدى تصميم السفن الطويلة إلى زيادة سعة المسافرين إلى أقصى حد عن طريق تفكيك القوس وإعادة ترتيب الممرات. شُحنت 10 سفن خلال يوم واحد في عام 2013 وشحنت 16 سفينة خلال يومين في عام 2014، ودخل هذا الحدث موسوعة غينيس للأرقام القياسية. بحلول عام 2013، أنفقت الشركة حوالي 400 مليون دولار في التسويق من خلال البريد المباشر، والتلفزيون، والويب، والتسويق التجاري. في مايو 2013 عدلت الشركة اسمها من فايكنج ريفر كروسيس إلى فايكنج كروسيس، كما أعلنت عن إطلاق رحلات الفايكنج للمحيطات، وهي مجموعات من السفن الصغيرة والمحيطة.
في أكتوبر 2017، أعلنت شركة فايكنج كروسيس بأنها تعمل على مشروع تطوير أول سفينة سياحية بالعالم تعمل بالهيدروجين السائل. وفور تطويرها، بلغ طول السفينة نحو 230 مترًا (750 قدمًا) باستيعاب 900 راكب و500 من أفراد الطاقم. وحظت السفينة بتصميم مماثل للسفن المحيطية للشركات الحالية. 